# Gabela
La gabela  era un tributo que se pagaba al señor feudal en la Edad Media.
En historia económica se registra con gran frecuencia, por su facilidad de cobro frente a otro tipo de impuestos. La gabelle sobre la sal fue un impuesto muy importante del Antiguo Régimen en Francia. Existieron impuestos semejantes en España y otros países. Recibieron la crítica de ser regresivos por afectar más a los pobres que a los ricos, que solían estar exentos por su condición de privilegiados o disponer de producción propia del bien de consumo de que se tratara (normalmente alimentos); aunque en el caso de la sal, al ser más difícil el poder disponer de un acceso privado a ella, solía ser un impuesto más universal. En algún caso, la sal y las salinas eran objeto de estanco o monopolio, como otras regalías, en beneficio de la corona, que podía también cederla en contrata o concesión a un particular, o hacer merced de ella a algún noble o eclesiástico.

## Gabela de sal
En 1229, cuando la cruzada albigense fue concluida por orden de Luis IX y su madre (Blanca de Castilla), Francia tomó control del estuario del Ródano y la costa mediterránea adyacente. Ello condujo en 1246 a la fundación de  Aigues-Mortes la primera ciudad portuaria francesa sobre el Mediterráneo, y la creación de una amplia operación de piletones para obtención de sal por evaporación. Esta producción de sal financiaría las ambiciones de quien luego será San Luis de realizar una cruzada al Medio Oriente.  El control real sobre la sal y su producción se convierte en una forma eficaz de producir ingresos para financiar las guerras de Francia, y el mismo se encuentra en la semilla del sistema francés de gabela de sal.
Lo que comenzó siendo un impuesto temporal bajo el gobierno de San Luis, en 1259 su hermano Carlos I estableció el control real sobre la sal, comenzando con la producción de sal en Berre cerca de Marsella. Esta administración posteriormente se extiende hasta abarcar Peccais, Aigues-Mortes, y la región de Camargue en lo que se denominó el Pays de petites gabelles. El 14 de marzo de 1341, Felipe VI de Valois establece el primer impuesto real permanente sobre la sal en Francia denominado el Pays de grandes gabelles.
El sistema era un monopolio estatal represivo doble, ya que, por una parte, el gobierno obligaba a que cada persona cuya edad superara los 8 años a comprar semanalmente una cantidad mínima de sal a un precio fijo. Denominado la Sel de devoir, traducido (sal de deber) es decir impuesto a la sal, los ciudadanos en la región del Pays de grandes gabelles estaban obligados a comprar hasta 7 kilos de sal por año. Además, tenían prohibido utilizar esta sal para preparar productos salados, lo cual era ilegal y podía resultar en ser acusado de faux saunage, o fraude con sal. La violación a estas reglas podía ser castigado con la cárcel y en caso de recurrencia la muerte.

## Impuestos sobre la sal fuera de Francia
La gabela y otros impuestos sobre la sal, existieron fuera de Francia antes y después de la Revolución francesa en 1790. Casos destacados son el impuesto a la sal en China y el impuesto a la sal en la India, incluido el periodo bajo dominio británico.
En China, existió un monopolio estatal sobre la sal desde el 119 a. C. hasta el 2014, lo que lo convierte en el más antiguo (y probablemente el primer) monopolio estatal del mundo. Para mediados de la dinastía Tang, los impuestos sobre la sal representaban más de la mitad de la recaudación impositiva del gobierno, y continuaron siendo un factor importante aun en el siglo XX.
En India, había habido un impuesto sobre la sal durante cientos de años, pero el mismo fue aumentado de manera significativa durante el gobierno de la India por la Compañía Británica de las Indias Orientales. En las zonas donde se producía sal, tales como Orissa, estaba prohibida la venta privada de sal, la sal extraída debía ser vendida a las autoridades británicas por un precio fijo, y, posteriormente se prohibió por completo la producción de sal. De esta forma, se podía mantener un precio elevado por la sal británica. En 1858, cuando Gran Bretaña tomó el control sobre las provincias indias, estos impuestos permanecieron.